# 星斑矮鮠
星斑矮鮠（学名：Nanobagrus stellatus）為輻鰭魚綱鯰形目鱨科的其中一種，為熱帶淡水魚類，分布於亞洲印尼蘇門答臘淡水流域，體長可達3.4公分，棲息在底層水域，生活習性不明。
其种加词“stellatus”意为“星斑的”。